# Estrategia de la tensión
Estrategia de la tensión (en italiano: strategia della tensione) es un término que explica las tácticas que los gobiernos occidentales, durante la Guerra Fría y en particular durante los llamados «años de plomo» en Italia, pusieron en práctica con el fin de dividir, manipular y controlar la opinión pública usando tácticas dirigidas a infundir miedo, diseminando propaganda, creando desinformación, guerra psicológica y utilizando agentes provocadores, en operaciones de falsa bandera terroristas para alcanzar sus objetivos tácticos y estratégicos.
Esta expresión empezó a ser utilizada a partir de la propagación del documento denominado US Army Field Manual 30-31B —y tildado de falso por historiadores y los gobiernos occidentales, en particular Estados Unidos aduce que fue elaborado por la Unión Soviética— donde el término aparece por primera vez. La idea se dispersaría de forma más amplia a través del Comité Parlamentario Italiano y el reconocimiento parcial de la existencia de una «estrategia de la tensión» en Italia a través de la operación Gladio, revelada por el primer ministro italiano Giulio Andreotti en la década de 1990 y más tarde popularizada por el académico Daniele Ganser.

## Denominación
La expresión «estrategia de la tensión» se utilizó por primera vez tras el atentado de Piazza Fontana (12 de diciembre de 1969) en la Banca Nazionale dell'Agricoltura de Piazza Fontana en Milán. En este atentado murieron 16 personas y 88 resultaron heridas. Dicho atentado, así como el de Peteano (provincia de Gorizia, en Italia) y otros más, fueron identificados sin ninguna prueba como parte de una estrategia planificada y ejecutada dentro de la operación Gladio, organización paramilitar secreta instruida, financiada y organizada por la OTAN, la CIA y el MI6 británico. Los atentados fueron durante años atribuidos a las Brigadas Rojas.

## Objetivos
Se organizaron varias comisiones parlamentarias para investigar estos delitos y enjuiciarlos en la década de 1990. Un informe de 1995 de los Demócratas de Izquierda (el renombrado Partido Comunista Italiano, PCI) a un subcomité del Parlamento italiano declaró que Estados Unidos había apoyado una "estrategia de tensión" para "impedir que el PCI, y hasta cierto punto también el PSI, alcanzaran el poder ejecutivo en el país ". Aldo Giannuli, un historiador que trabajó como consultor de la comisión parlamentaria contra el terrorismo, escribió que consideraba que el informe de los Demócratas de Izquierda era dictado principalmente por consideraciones políticas internas y no históricas: "Desde que estuvieron en el poder, los Demócratas de Izquierda nos han dado muy poca ayuda para obtener acceso a los archivos del servicio de seguridad ", dijo. "Este es un informe falsamente valiente". Sin embargo, Giannuli denunció el hecho de que fueran procesados y condenados muchos más terroristas de izquierda que de derecha.